# Marimain
Marimain was een bekend theatercafé in de Belgische stad Gent. Het pand grenst aan de Minardschouwburg in de Walpoortstraat. Beide werden opengehouden door Romain Deconinck.
Het gebouw dateert uit de 16e eeuw met aanpassingen uit de 19e eeuw.. De naam "Marimain" is een samentrekking van de namen van Romain en zijn toenmalige echtgenote, de actrice Mary Brouillard. In 1979 werd de Minardschouwburg met zijn omgeving als stadsgezicht beschermd, en binnen de beschermingszone staat ook dit pand.

Op 8 april 2024 werd bekend gemaakt dat het café failliet verklaard was.  